# Aimant aux terres rares
Les aimants permanents faisant appel aux terres rares utilisent une grande partie de l'exploitation minière de terres rares qui sont au cœur d'une compétition économique mondiale.
Les aimants permanents représentent 20 % du volume et 72 % de la valeur des différentes utilisations des terres rares en 2018.
Les terres rares permettent la miniaturisation d’aimants très performants, ce qui en multiplie les applications.
Ils sont utilisés dans de nombreux secteurs de pointe en électronique, en électrotechnique, en mécanique (par exemple pour réduire le volume et le poids des moteurs et générateurs électriques).
Depuis 1980, le volume de production de ces aimants a augmenté de façon spectaculaire.

## Histoire
Les alliages de cobalt et de terres rares sont à l'origine de la fabrication d'aimants, premiers de ce type, trois à dix fois plus puissants que ceux que l'on savait faire avec d'autres alliages.
Les aimants aux terres rares sont de deux types :
- les aimants samarium-cobalt (Sm-Co) ;

- les aimants à base de néodyme, de fer et de bore (NdFeB).

La puissance maximale (rémanence × force coercitive) d'un aimant est quantifiée par le  produit énergétique maximal (en) (BxH)max ((BH)max), qui est mesuré en mégagauss-œrsteds (MG Oe). Plus le (BH)max est élevé, plus l'aimant est puissant. Les aimants en céramique ont un (BH)max de 3,5, les Sm-Co ont un (BH)max de 26, les NdFeB sont les plus puissants des aimants de terres rares avec un (BH)max de 40 et jusqu'à plus de 50. Le mégagauss-œrsted du système CGS est relié à l'unité d'énergie volumique maximale kJ/m3 (kilojoules par mètre cube) du Système international de mesures (SI).
En 1966, le docteur Karl Strnat découvre les premiers aimants samarium-cobalt (Sm-Co).
Dans les années 1980, les aimants de terres rare au néodyme (NdFeB) ont été inventés par le Japonais Masato Sagawa chez Sumitomo Special Metals et par l'Américain John Croat de General Motors.
En 1972, General Electric, Bell Telephone et Philips commencent à commercialiser des aimants aux terres rares.
Jusqu'à la fin des années 1990, les États-Unis, le Japon et l'Europe constituaient 90 % du marché des aimants aux terres rares. La vente de Magnequench par General Motors, en échange de la construction d'une usine automobile à Shanghai, marque le début du basculement vers la Chine du centre de gravité de la valeur ajoutée de la filière.
À la fin des années 1980, le groupe japonais Hitachi détient le brevet d'application des aimants de terres rares. Le brevet Hitachi est venu à échéance en 2014 et cette entreprise a demandé une extension de la validité de son brevet jusqu'en 2029.
Les aimants permanents au néodyme-fer-bore sont dopés au dysprosium, des quantités qui varient entre 2 et 11 % en fonction de la plage de température que l'on veut pour le fonctionnement de l'aimant.
En 2016, les aimants permanents sont l’application principale des terres rares au niveau mondial. Ils représentent 89 % des applications pour le néodyme et 98,5 % pour le dysprosium.
En 2023, les aimants permanents connaissent une très forte croissance. L'éolien et la mobilité bas carbone en consomment 35% du marché mondial, dont la Chine assure 91% de la production. La consommation sera multipliée par trois d'ici 2030 pour l'éolien, et par dix pour les véhicules électriques. Cette forte croissance pourrait se heurter à une offre limitée des terres rares.
En 2025, à la suite de la guerre commerciale renforcée des États-Unis contre la Chine, celle ci met en place de restrictions à l'exportation de sept terres rares, les entreprises chinoises exportatrices devront obtenir une licence d'exportation. l'Europe, les États-Unis et l'Inde sont confrontés à une rupture de stocks d'aimants permanents à venir. Ses aimants permanents  sont sans alternatives dans l'industrie automobile et sont essentiels pour la construction d'éoliennes.

## Dépendance
Jusque dans les années 1990, la mine de Mountain Pass aux États-Unis couvrait la majeure partie de la consommation mondiale de terres rares.
La fabrication des aimants permanents représente 23 % des usages des terres rares. Ces aimants que l’on retrouve dans des moteurs et générateurs électriques dont les éoliennes en mer, et sur les machines terrestres de grande puissance, les téléphones mobiles dont les smartphones et tablettes, l'électroménager, les équipements électriques et électroniques, certaines voitures électriques, les deux-roues électriques, des technologies militaires, etc. Ces aimants sont donc à l'origine d'une grosse part de l'extraction minière des terres rares en 2018,. « Jusqu'en 1990, la Chine n'en produisait pas beaucoup. Elle a profité de son gisement géant de Bayan (Mongolie-Intérieure), de son peu de respect de l'environnement et de ses coûts de production pour pratiquer des prix défiants toute concurrence, qui ont obligé les pays occidentaux à fermer leurs capacités de production. ».
En 2013, la production mondiale d'aimants permanents est localisée à 81 % en Chine, complétée par le Japon, avec une toute petite partie aux États-Unis et en Europe.
En 2025, la demande chinoise en oxyde de néodyme pour la fabrication d’aimants permanents pourrait dépasser de neuf mille tonnes sa production totale (la Chine serait importatrice nette de certaines terres rares alors qu’elle en produit 85 %). Une accélération tirée par l’émergence des énergies renouvelables, grandes consommatrices de ces aimants. Mais également par la multiplication des appareils électroniques et mobiles.
La demande en terres rares ne peut que croître tant que d'autres technologies ne pourront les remplacer. Par exemple de 2004 à 2013, le cours du dysprosium a explosé de 2 694 % et ils peuvent aussi faire l'objet de spéculations.
En 2019, la Chine a placé les terres rares au cœur de la guerre commerciale avec les États-Unis. D'après les médias d’État, Pékin étudierait la possibilité de restreindre ses exportations vers les Etats-Unis. En 2020, la Chine assure 80 % de la production mondiale des aimants au néodyme,.
Selon le document Ressources minérales : les terres rares du Bureau de recherches géologiques et minières (BRGM), les États-Unis et la Birmanie ont (re)lancé la production minière des terres rares. L’Australie, les États-Unis et l’Europe portent maintenant leurs efforts sur des capacités de raffinage, nécessaires en  particulier pour la fabrique des aimants, compétitives vis à vis de la Chine, pour en disposer à l’horizon 2030.
La seule mine de terres rares américaine dans le désert des Mojaves, en Californie, est relancée en 2018 avec le soutien du gouvernement américain. Les États-Unis assurent en 2022 près de 16 % de la production mondiale de terres rares. MP Materials opère la mine de Mountain Pass pour un marché mondial demandeur d'aimants aux terres rares notamment pour les moteurs électriques et les éoliennes,. Un accord est signé en décembre 2021 entre MP Materials et General Motors pour la fourniture d’aimants au néodyme utilisés dans la production de ses voitures électriques. L'usine d’aimants de terres rares sera située à Fort Worth, au Texas. Le début de la production est prévu pour fin 2023 pour une capacité de production prévue d’environ mille tonnes d’aimants néodyme-fer-bore par an, suffisante pour environ 500 000 moteurs électriques. MP Materials a obtenu 35 millions de dollars du ministère de la Défense pour la mise en place d’une chaîne d’approvisionnement nationale complète pour les aimants permanents, l’entreprise investit 700 millions de dollars dans ce projet.
En Suède, pour faire face à la demande croissante de métaux stratégiques, indispensables à la transition écologique, la société LKAB décide de retraiter ses déchets miniers pour en extraire du phosphore ainsi que des terres rares (néodyme, praséodyme, et dysprosium), qui pourraient couvrir jusqu’à 30 % des besoins européens.
En juin 2025, l'Alliance for Automotive Innovation, qui représente notamment General Motors, Toyota, Volkswagen et Hyundai, adresse une lettre au gouvernement américain dans un contexte de restrictions à l'exportation mises en place par le gouvernement chinois et de risque de pénurie pouvant perturber la production de véhicules non seulement en Amérique du Nord, mais également dans le reste du monde.

## Domaines d'application

### Éoliennes
Parmi les filières renouvelables, « certains segments du marché de l’éolien » consomment des terres rares, à savoir les unités de production équipées de générateurs synchrones à aimants permanents. Apparus dans les années 2000, ces derniers visent à « améliorer les rendements de conversion, réduire le poids et les besoins de maintenance, et allonger la durée de vie des systèmes ». Les aimants permanents contiennent en particulier deux types de terres rares : du néodyme (à hauteur de 29 % à 32 % par kg) et du dysprosium (3 % à 6 % par kg),.
Certaines éoliennes en mer peuvent contenir 600 kg de néodyme dans les aimants de chaque turbine pour améliorer leur fonctionnement tout en diminuant les coûts de maintenance.
Selon Grégory Gautier, président du Groupe MTL Index, « Il est très coûteux d'entretenir un parc marin d'éoliennes et moins elles tombent en panne, mieux c'est. Or leurs aimants « permanents » à haute performance contenant du dysprosium ne doivent être réparés en moyenne que toutes les huit mille heures de fonctionnement, alors que ceux qui sont fabriqués avec du néodyme défaillent au bout de six mille heures. »
Fin 2018, l’ensemble du parc éolien français comptait environ 70 tonnes de néodyme et 13 tonnes de dysprosium. Soit moins de 1,5 % du marché annuel mondial de chacun de ces éléments.
La recherche et développement est sollicitée pour diminuer voire supprimer totalement la dépendance aux terres rares dans l'éolien.

### Téléphonie mobile
Selon une étude menée en 2014, les téléphones mobiles comportent en moyenne 1,7 % d'aimants dans leur composition. Cette étude ne prend cependant pas en compte les smartphones, qui étaient alors encore peu représentés dans les collectes de déchets.
Tous les téléphones contiennent au minimum de petits aimants dans le microphone et le haut-parleur.

### Voitures électriques
Les aimants aux terres rares sont déjà utilisés pour les véhicules à énergie fossile (pour les micro-moteurs électriques de rétroviseurs, les lève-vitres, les sièges, etc.).
La croissance des ventes de véhicules électriques et voitures électriques a renforcé l'intérêt pour la fabrication d'aimants compacts pour les moteurs électriques synchrones dit « sans balais » (néodyme, dysprosium, samarium).
Des véhicules de Toyota, Nissan, Mitsubishi, General Motors, PSA et BMW utilisent des moteurs avec aimants contenant des terres rares. Par exemple, la Toyota Prius comporte 1 kg de néodyme pour les aimants de son moteur et une dizaine d'aimants au samarium,.
Des constructeurs de véhicules électriques veulent se passer de terres rares, explique l’association AMPERes. Il suffit de remplacer le rôle des aimants par une bobine d’excitation. Ces constructeurs, tels Renault ou Tesla, utilisent cette technologie et leur moteur ne contient donc pas de terres rares.
Toyota cherche ainsi à développer pour ses voitures hybrides, un moteur à induction sans aimant.

### Équipements électriques et électroniques
Les aimants en terre rare sont largement utilisés dans l’industrie des outils électriques, des dispositifs médicaux tels que l’Imagerie par résonance magnétique (IRM), les disques durs d’ordinateurs, les isolateurs optiques, les appareils électroniques sans fil, les capteurs miniaturisés.

### Trains à grande vitesse
Les aimants permanents au samarium sont une technologie utilisée pour la nouvelle génération des trains à grande vitesse (TGV) d'Alstom et qui permet d'obtenir des moteurs de 30 à 40 % plus compacts avec 10 à 20 % de puissance supplémentaire,.

### Applications duales
Les aimants de terre rare sont à la base de composants stratégiques pouvant servir aussi bien dans le domaine civil, vu par exemple pour les applications précédentes, que dans le domaine militaire (avions, missiles, radars, satellites, bombes « intelligentes », etc.).
Le département de l'Énergie des États-Unis a commencé des recherches pour trouver des substituts aux terres rares pour les aimants permanents (voir Aimant au néodyme).

## Environnement et cycle de vie

### Fabrication
L'extraction de terres rares à ciel ouvert modifie le paysage, les sols et le régime hydrographique local.
Les industries minières de terres rares, dans la plupart des pays concernés, utilisent des techniques d’extraction et de purification des terres rares qui sont polluantes pour le sol et l’eau.
Elles nécessitent des procédés hydrométallurgiques et des bains d'acides qui rejettent des métaux lourds, de l’acide sulfurique ainsi que des éléments radioactifs (uranium et thorium).
Dans les minerais de terres rares, on a invariablement les seize terres rares mélangées entre elles avec des proportions différentes.
C'est le cas, par exemple, pour le néodyme utilisé souvent dans les aimants permanents qui sont donc à l'origine d'une pollution environnementale majeure,.

### Recyclage
Pour Nour-Eddine Menad du projet Extrade du Bureau de recherches géologiques et minières (BRGM), l'extraction des terres rares des déchets électriques et électroniques est délicate mais pas impossible. Le projet de recherche, débuté fin 2013, Extrade, ambitionne de développer de nouvelles filières de valorisation des aimants permanents à terres rares (APTR) présents dans les D3E en ciblant trois types d’équipements que sont, les disques durs d’ordinateurs, les haut-parleurs des matériels audio et vidéo, les petits moteurs électriques présents dans les technologies de l'information et de la communication (TIC) et les petits appareils ménagers (PAM).
Selon l’essayiste Philippe Bihouix, le recyclage est presque illusoire.
Selon Guillaume Pitron, le recyclage des terres rares fait partie des promesses déçues d'un cycle de vie vertueux des terres rares.
Néanmoins, l'Union européenne a lancé le projet ETN-Demeter project (European training network for the design and recycling of rare-earth permanent magnet motors and generators in hybrid and full electric vehicles) pour étudier la définition de moteurs électriques, utilisés dans les véhicules, compatibles avec un développement durable. Le but étant par exemple, de spécifier des moteurs électriques dans lesquels les aimants pourraient être facilement démontés pour recycler les métaux de terres rares.
Les chercheurs du BRGM, associés à des acteurs du recyclage, sont parvenus à récupérer ces métaux entrant notamment dans la fabrication d'aimants puissants et de petite taille. Dans le gisement des déchets électroniques, ils se sont focalisés sur les disques durs, qui renferment, en moyenne, 4,5 grammes de terres rares.
En France ce domaine fait l'objet de recherche à l'Institut Néel de Grenoble par Daniel Fruchart et Sophie Rivoirard depuis plus de 30 ans. En 2020 une entreprise MaaREEsource est créée, issue d'un essaimage du CNRS. Elle développe un procédé de recyclage et de production des aimants permanents à base de terres rares plus respectueux de l'environnement. Ce procédé de décrépitation à l’hydrogène, s'appuie, selon Erick Petit président et cofondateur de l'entreprise, sur « un procédé breveté, consistant à mettre les aimants dans un réacteur où est injecté de l'hydrogène, à une température et à une pression données »,. En sortie une poudre de terre rare est récupérée pour la production de nouveaux aimants.

### Production
Pour compléter le cycle de recyclage, une évolution des procédés de production allant du frittage vers l'impression 3D permettra d'éviter les pertes en matériaux estimées de 15 % à 20 %.